# André Citroën
André-Gustave Citroën (kiejtése: ɑ̃dʁe ɡystav sitʁɔɛn) (Párizs, 1878. február 5. – Párizs, 1935. július 3.), francia mérnök, a Citroën gyár alapítója.

## Élete
Citroën 1878-ban Párizsban született egy holland–lengyel származású zsidó család ötödik, legkisebb gyermekeként. Apja Levie Bernard Citroen gyémántkereskedő volt, anyja a lengyel származású Masza Amalia Kleinmann. Unokatestvére, Sir Alfred Jules Ayer brit származású filozófus volt.
A Citroen család 1873-ban költözött Párizsba, s ekkor változtatták a nevüket Citroënre. Dédapja citrommal kereskedett, és a citroen szó hollandul citromos embert jelent. Hat éves volt, amikor apja – valószínűleg egy sikertelen dél-afrikai gyémántüzlet miatt – öngyilkos lett.
Az a terve, hogy mérnök lesz Jules Verne könyveinek hatása, valamint a párizsi világkiállításon megtekintett Eiffel-torony hatására született meg benne. Alig 24 éves, amikor végzett mérnökként, a párizsi Quai de Grenelle-en létrehozta első saját vállalkozását, a "Société des Engrenages Citroën"t. Ebben az időben – egy lengyelországi útja alkalmával – egy üzemben járva nagy hatást gyakorolt rá, hogy a gépeken a kívánt fordulatszámot az egymáson csendben elsuhanó különböző méretű, nyílbordázatú fogaskerekek segítségével érték el. Az "ős-sebváltó" Citroën számára jelképpé vált, és ez lett a későbbi Citroëneken található logó.
Az első világháborúban gyára lőszert gyártott, majd a háború végén áttelepítette gyárát a Quai de Javelre, és autógyárat hozott létre. Az első Citroën 1919-ben készült el, s hamarosan napi harminc autóra nőtt a kapacitás és a kereslet. A gyárigazgatás és a kereskedés alapjait az Amerikai Egyesült Államokban tett látogatása során Henry Fordtól sajátította el.
Alapvető elve volt, hogy az ipari fejlődés magával vonja a szociális előrelépést. Éppen ezért új technológiák kidolgozása és meghonosítása mellett komoly figyelmet fordított olyan intézkedések bevezetésére és működtetésére, mint a 13. havi fizetés, a megváltozott munkaképességűek foglalkoztatása, illetve a vállalati óvoda létrehozása.
1927-re a Citroën gyár 31 ezer embert foglalkoztatott. Napi termelése elérte a 400 autót, 1929-ben 100 ezer autót adtak el. Autóit a széles közönség részére elérhető áron igyekezett forgalmazni, még akkor is, ha ezáltal a bevétele csökkent. Emellett nagy figyelmet szentelt a reklámnak. 1925-től kezdve egészen 1934-ig Citroën felirat világított minden éjjel az Eiffel-tornyon.
Az 1929-ben kezdődő nagy gazdasági világválság a cég sorsát nagyon komolyan befolyásolta. 1935-ig 70%-kal esett vissza az éves termelés, és a gyár a csőd szélére került, amit szintén károsan befolyásolt Citroën szerencsejátékos-szenvedélye. Közben súlyos betegség vett rajta erőt. 1935-ben gyomorrákban halt meg, a montparnasse-i temetőben a párizsi főrabbi vezetésével helyezték örök nyugalomra.

## Galéria

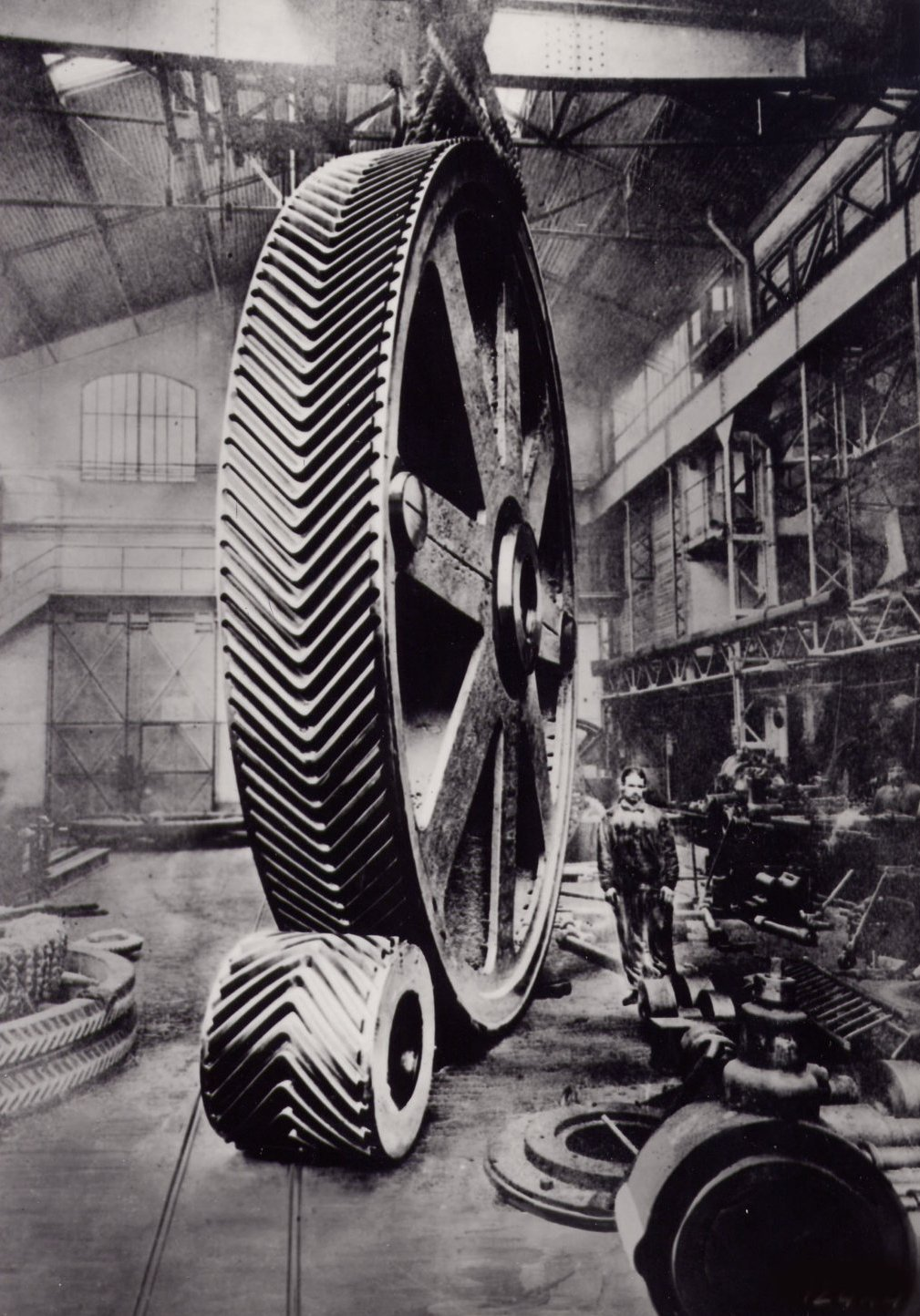
Nyílbordázatú fogaskerekek
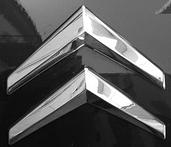
Citroën-logó
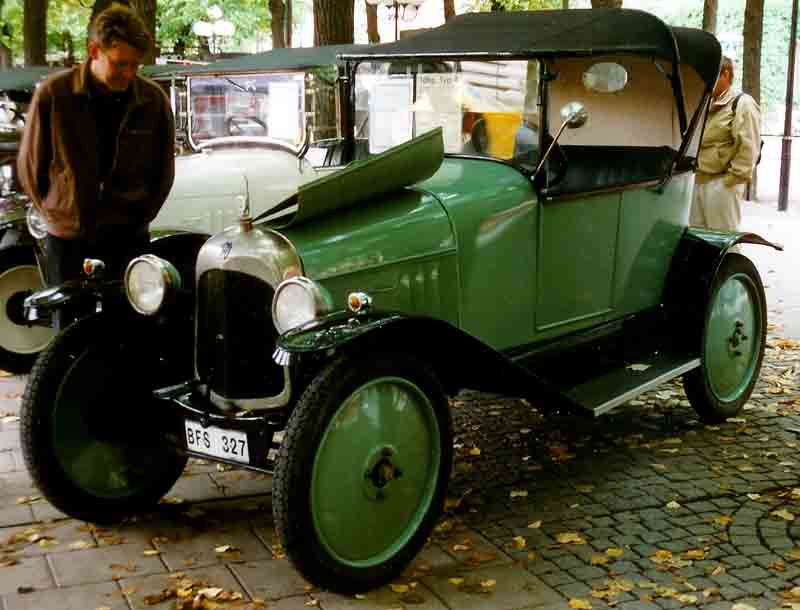
Citroën A 8 CV Torpedo (1919)
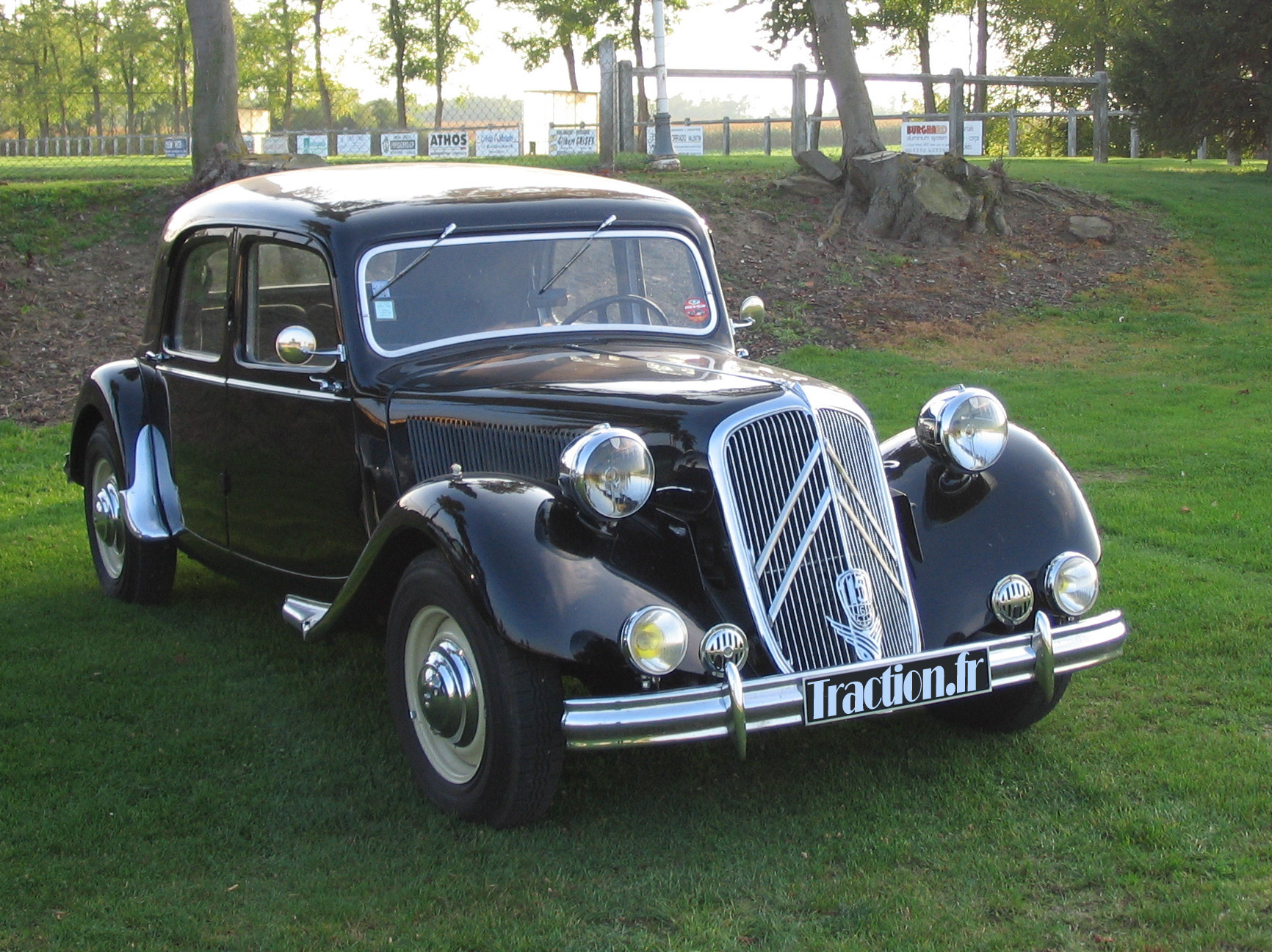
Elsőkerék-meghajtású Citroën 15 SIX D (1951)
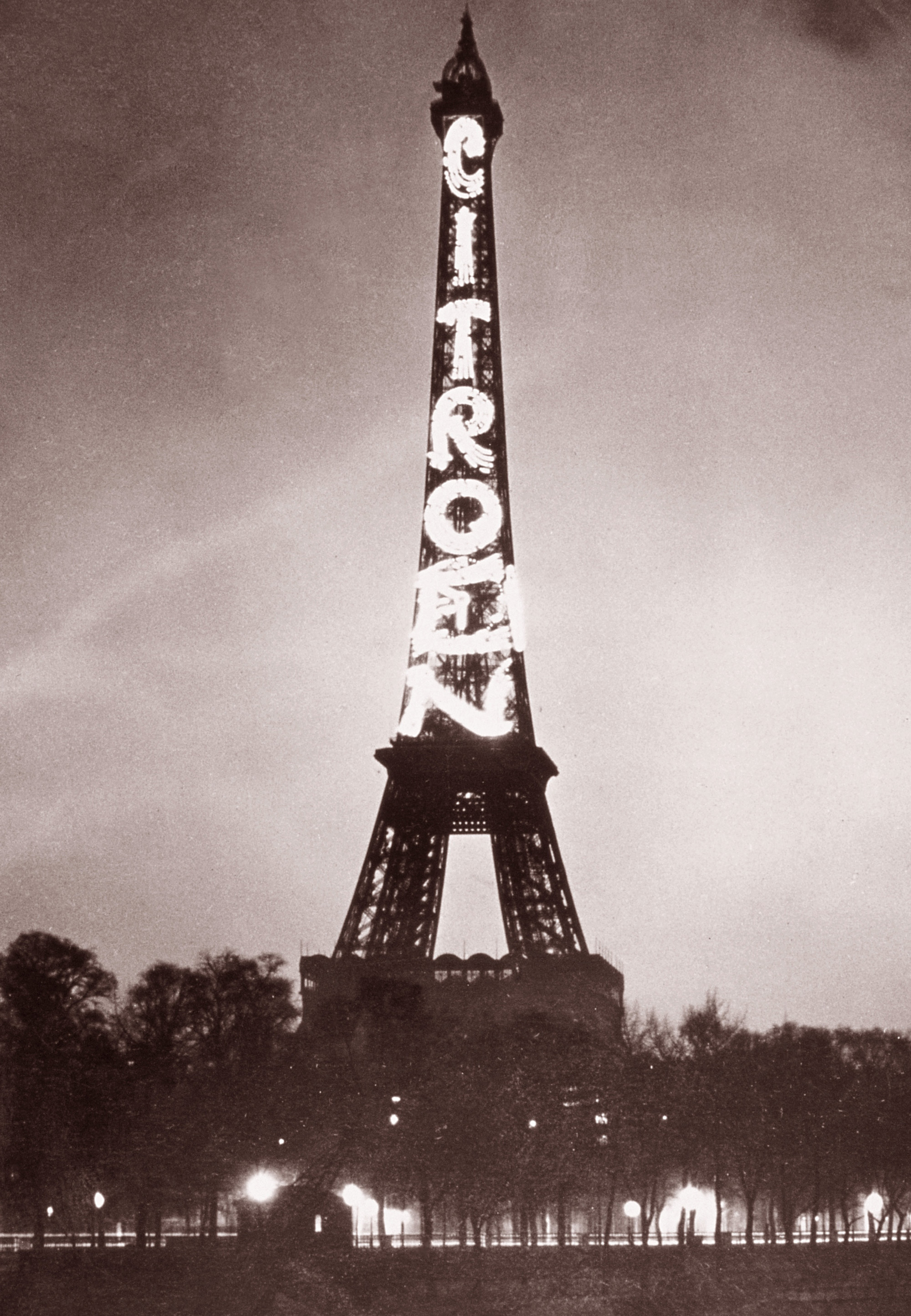
Citroën reklám

## Kapcsolódó szócikk
- Citroën

## Fordítás
- Ez a szócikk részben vagy egészben  az   André Citroën című francia Wikipédia-szócikk fordításán alapul.  Az eredeti cikk szerkesztőit annak laptörténete sorolja fel. Ez a jelzés csupán a megfogalmazás eredetét és a szerzői jogokat jelzi, nem szolgál a cikkben szereplő információk forrásmegjelöléseként.